# 長谷部葉子
長谷部 葉子（はせべ ようこ）は、日本の教育学者、社会起業家。慶應義塾大学環境情報学部准教授。

## 略歴
東京都出身。自身の不登校、高校・大学受験失敗などの経験から、20代半ばで寺子屋を立ち上げ、教育支援に携わる。35歳で慶應義塾大学環境情報学部に入学し、同大学院政策・メディア研究科修士課程を修了。SFC時代の教え子に作家で社会学者の古市憲寿が居る。

## 著書
- 『今、ここを真剣に生きていますか? やりたいことを見つけたいあなたへ』（講談社、2012年）
- 『「自分」をカタチにする授業』（講談社、2013年）
- 『子どもの心が聞こえますか?』（マガジンハウス、2013年）
- 『いくつになっても「いきいきとした自分」でいられる方法』（マガジンハウス、2014年）